# Vespa mandarinia
Vespa mandarinia (лат.) — самый большой шершень в мире, длина отдельных подвидов этого насекомого превышает 5 см, размах крыльев может превышать 7,5 см, а жало почти 6 мм. Основной отличительный признак — широкие виски и очень крупная голова. В отличие от других видов Vespa, V. mandarinia почти исключительно обитает в подземных гнёздах. Исходный ареал включает Восточную и Южную Азию, в том числе и Дальний Восток России. Инвазивные популяции обнаружены в Северной Америке.
Эусоциальная хищная оса, питающаяся множеством различных видов насекомых. Одним из аспектов поведения является способность организовывать групповые атаки на других социальных перепончатокрылых, включая медоносных пчел (виды рода Apis), что приводит к быстрому уничтожению целых колоний. Такое поведение делает этот вид многолетним вредителем пасек во всём его естественном ареале, и он является значимым истребителем пчёл вида Apis mellifera, у которых отсутствует эффективное защитное поведение против V. mandarinia.

## Описание

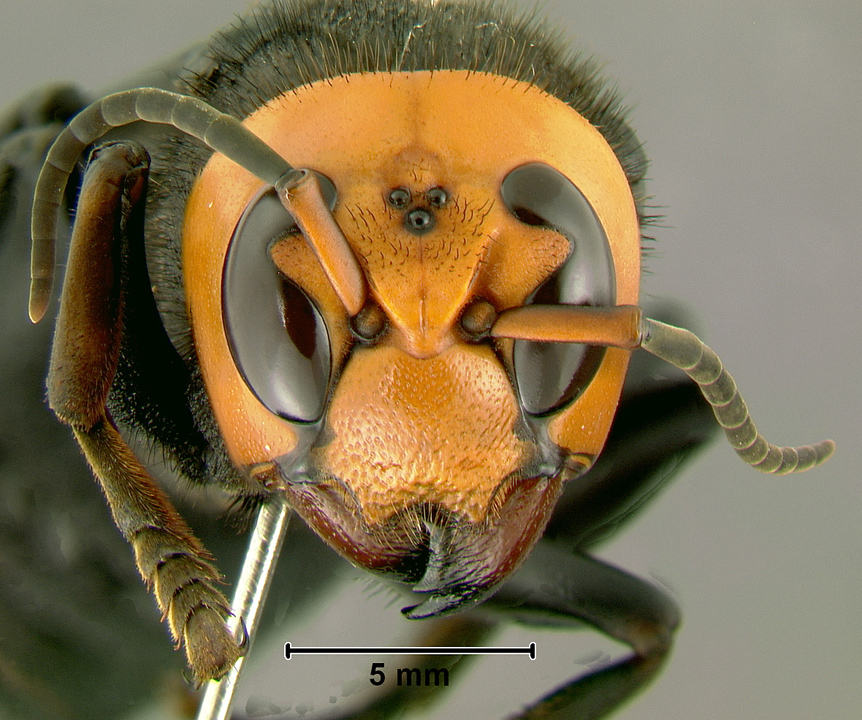

Крупная оса характерной внешности. Независимо от пола, голова шершня имеет светло-оранжевый оттенок, а его усики коричневые с жёлто-оранжевым основанием. Глаза и оцеллии тёмно-коричневые или чёрные. V. mandarinia отличается от других шершней выраженным наличником и большими щеками. Оранжевая жвала имеет чёрный зубец, который используется для рытья. Грудь тёмно-коричневая, с двумя серыми крыльями размахом от 35 до 76 мм. Передние ноги светлее средних и задних. Основание передних ног темнее остальных. На брюшке чередуются полосы тёмно-коричневого или чёрного цвета и жёлто-оранжевого оттенка (соответствует цвету головы). Шестой сегмент жёлтый. Жало обычно имеет длину 6 мм и выделяет сильнодействующий яд, который в случае одновременного ужаления нескольких шершней может убить человека.
Расстояние между задними простыми глазками меньше, чем от них до фасеточного глаза; виски широкие, щёки длинные. Щека более чем в 1,7 больше медиальной ширины сложного глаза при виде сбоку; расстояние между оцеллиями значительно меньше расстояния от них до заднего края головы; расстояние от заднего оцеллия до заднего края головы более чем в два раза превышает расстояние между задними простыми глазками и сложным глазом; метасомальные сегменты 3—6 с оранжевой апикальной полосой, тергит 6 в основном оранжевый.

### Матки и рабочие
Матки (королевы) значительно крупнее рабочих. Королевы могут превышать 50 мм, а рабочие имеют длину тела от 35 до 40 мм. Репродуктивная анатомия у этих двух каст одинаковая, но рабочие не размножаются.

### Самцы
Самцы (трутни) похожи на самок и могут достигать 38 миллиметров в длину, но не имеют жала. Это характерная особенность всех самцов перепончатокрылых насекомых.

### Личинки
Личинки прядут шелковый кокон, когда завершают развитие и готовы к окукливанию. Белки шелка личинок имеют широкий спектр потенциальных применений благодаря широкому разнообразию их потенциальных морфологий, включая нативную форму волокна, а также губчатость, слоёность и гель.

### Геном
Митохондриальный геном был впервые исследован в 2015 году (Chen et al., 2015). Эти данные подтвердили систематическое положение вида, а также были важны для подтверждения места семейства Vespidae в надсемействе Vespoidea и подтверждают, что Vespoidea является монофилетическим таксоном.

## Питание

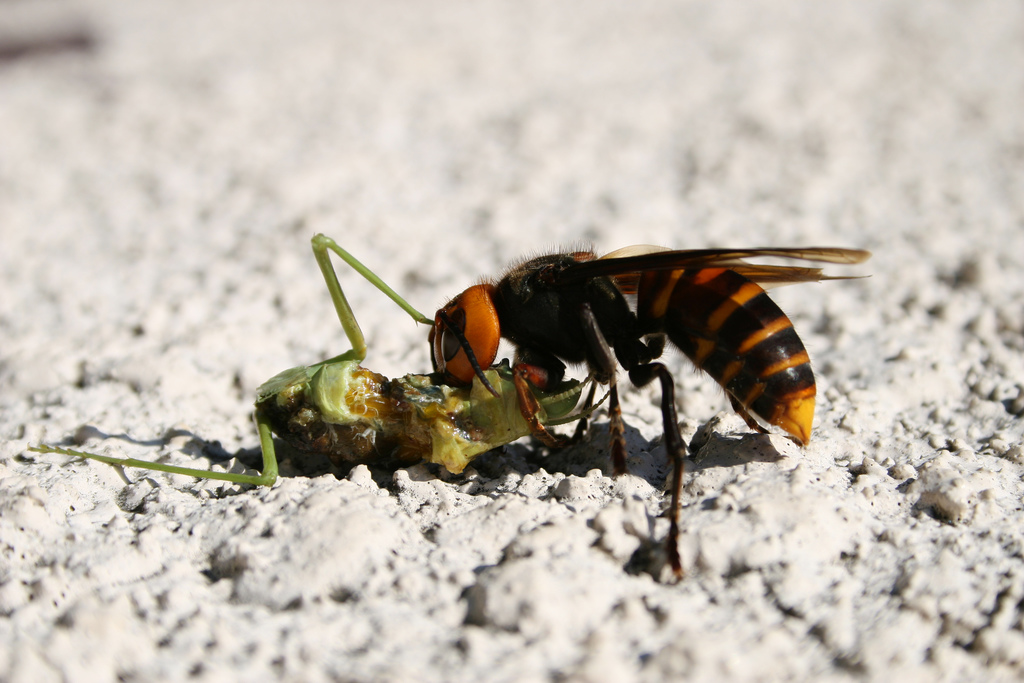
Питание богомолом

Азиатский гигантский шершень — интенсивный хищник; он охотится на средних и крупных насекомых, таких как пчёлы, другие виды шершней и ос, жуки, гусеницы бражников рода Manduca и богомолы. Последние являются излюбленными целями в конце лета и осенью. Крупные насекомые, такие как богомолы, являются ключевыми источниками белка для питания личинок королевы и трутней. Рабочие добывают корм для своих личинок, а поскольку их добычей могут быть вредители сельскохозяйственных культур, шершней иногда считают полезными. Этот шершень часто нападает на колонии других видов Vespa (V. simillima — обычный вид добычи), Vespula и медоносных пчёл, таких как китайская восковая пчела (Apis cerana) и обычная медоносная пчела (A. mellifera), чтобы получить взрослых особей, куколок и личинок в качестве пищи для своих собственных личинок; иногда они также каннибализируют колонии друг друга. Один разведчик, иногда два или три, осторожно приближается к улью, выделяя феромоны, чтобы привести к нему своих товарищей по гнезду. Шершни могут опустошить колонию медоносных пчёл, особенно если это интродуцированная западная медоносная пчела; один шершень может убить до 40 пчёл в минуту благодаря своим большим мандибулам, которые могут быстро поразить и обезглавить добычу. Укусы медоносных пчёл неэффективны, поскольку шершни в пять раз больше их по размеру и сильно бронированы хитиновым покровом. Всего несколько шершней (менее 50) могут уничтожить колонию из десятков тысяч пчёл за несколько часов. За один день шершни могут пролететь до 100 км со скоростью до 40 км/ч.
Личинки шершней, но не взрослые особи, могут переваривать твёрдый белок; взрослые шершни могут только пить соки своих жертв, а для кормления своих личинок они пережёвывают добычу в пасту. Рабочие расчленяют тела своих жертв, возвращая в гнездо только наиболее богатые питательными веществами части тела, например крыловые мышцы. Личинки хищных социальных настоящих ос-веспид, как правило (не только Vespa), выделяют прозрачную жидкость, иногда называемую аминокислотной смесью Vespa, точный аминокислотный состав которой значительно варьируется от вида к виду и которую они производят для кормления взрослых особей по требованию.

### Охота на медоносных пчёл

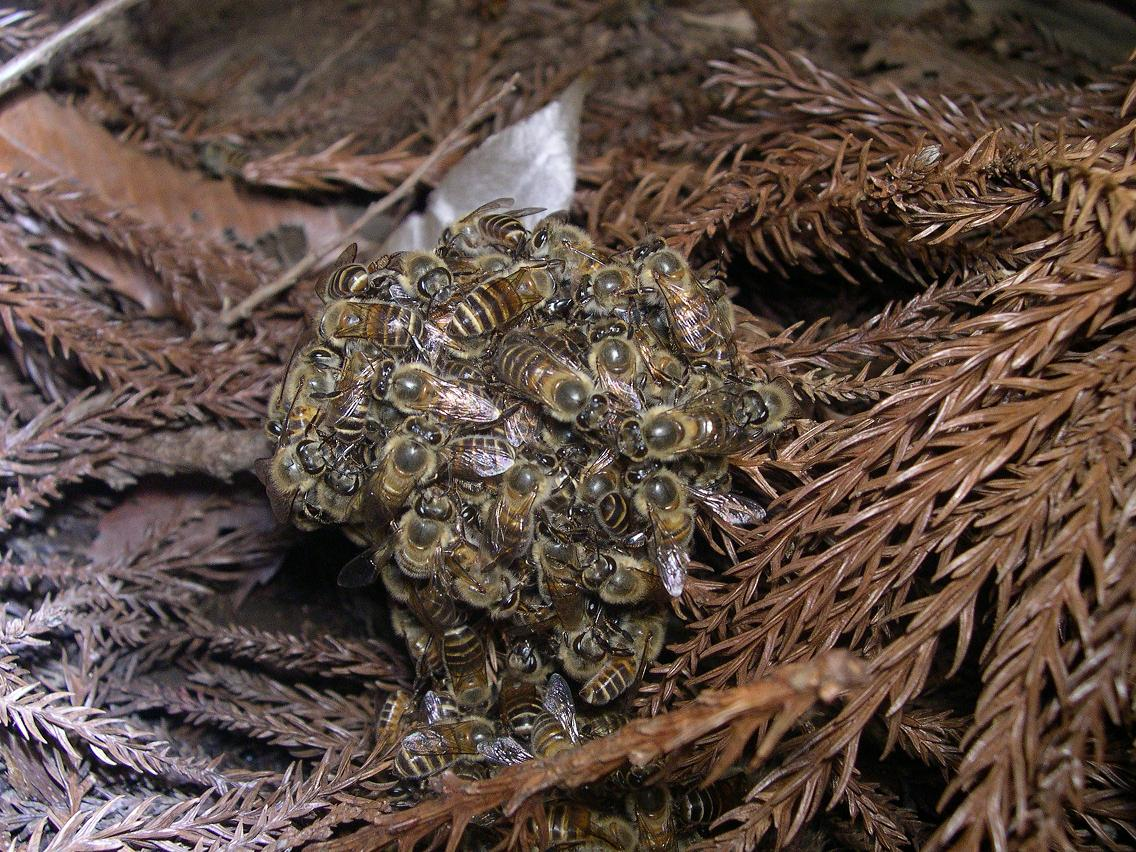
Защитный шар японских медоносных пчёл (A. c. japonica) вокруг двух японских шершней (V. simillima xanthoptera) выводит их из строя, они нагреваются и в конце концов погибают. Такой способ защиты также используется против азиатского гигантского шершня

Пчеловоды Японии пытались завезти западных медоносных пчёл (Apis mellifera) ради их высокой продуктивности. У западных медоносных пчёл нет врождённой защиты от шершней, которые могут быстро уничтожить их колонии, но заражение вирусом Какуго (Pisuviricota) может обеспечить внешнюю защиту. Хотя несколько азиатских гигантских шершней могут легко победить нескоординированную защиту колонии западных медоносных пчёл, у японской медоносной пчелы (Apis cerana japonica) есть эффективная стратегия. Когда шершень-разведчик обнаруживает улей японской медоносной пчелы и приближается к нему, он издаёт специфические феромональные сигналы охоты. Когда японские медоносные пчёлы обнаруживают эти феромоны, около 100 особей собираются у входа в гнездо и устанавливают ловушку, держа вход открытым. Это позволяет шершню проникнуть в улей. Когда шершень входит в улей, толпа из сотен пчёл окружает его, полностью закрывая его и лишая возможности эффективно реагировать. Пчёлы яростно вибрируют своими летательными мышцами точно так же, как они делают это для обогрева улья в холодных условиях. Это поднимает температуру в шаре до критической температуры 46 °C. Кроме того, усилия пчёл повышают уровень углекислого газа (CO2) в шаре. При такой концентрации CO2 они могут выдерживать температуру до 50 °C, но шершень не может пережить сочетание высокой температуры и высокого уровня углекислого газа. Некоторые медоносные пчёлы действительно погибают вместе с нарушителем, как это происходит, когда они атакуют других нарушителей своими жалами, но, убив шершня-разведчика, они не дают ему вызвать подкрепление, которое уничтожило бы всю колонию.

## Гнездование
V. mandarinia гнездится в низких предгорьях и низменных лесах. Поскольку V. mandarinia является особенно доминирующим видом, никакие усилия не были направлены на сохранение V. mandarinia или его местообитаний, поскольку они распространены в районах с низким уровнем антропогенного воздействия. В отличие от других видов Vespa, V. mandarinia почти исключительно обитает в подземных гнёздах — в 1978 году всё ещё сомневались, что воздушные гнёзда возможны, поскольку Мацуура и Сакагами сообщили, что в Японии это было неизвестно в 1973 году, а воздушные гнезда до сих пор описываются как крайне редкие в Японии. В одном исследовании из 31 гнезда 25 были найдены вокруг гнилых сосновых корней, а в другом исследовании только 9 из 56 гнёзд оказались над землёй. Кроме того, некоторые из туннелей ранее проделали грызуны, змеи или другие норные животные. Глубина этих гнёзд составляла от 6 до 60 см. Длина входа на поверхности земли варьируется от 2 до 60 см в горизонтальном, наклонном или вертикальном направлении. Королевы, нашедшие гнездо, предпочитают узкие полости.
Гнёзда V. mandarinia обычно не имеют развитой оболочки. На начальных стадиях развития оболочка имеет форму перевёрнутой чаши. На начальной стадии и по мере развития гнезда образуется от одного до трёх грубых сот (листов из ячеек). Часто отдельные первичные соты образуются одновременно, а затем сливаются в один лист.
Соты соединяет система из одного главного и второстепенных столбов. Гнёзда обычно имеют от четырёх до семи сот (или пачек ячеек). Верхний сот покидают после лета и оставляют гнить. Самый большой сот находится в средней или нижней части гнезда. Самые большие соты, созданные V. mandarinia, имели размеры 49,5 на 45,5 см с 1 192 округлыми ячейками, а обёрнутые вокруг корневой системы до 61,0 на 48,0 см.

## Жизненный цикл колонии
Гнездовой цикл V. mandarinia вполне соответствует циклу других эусоциальных насекомых. В каждом цикле происходит шесть фаз.

### Предгнездовой период
Оплодотворённые и неосеменённые королевы впадают в спячку после завершения предыдущего цикла. Впервые они появляются в начале-середине апреля и начинают питаться соком деревьев дуба (Quercus). Хотя эти сроки совпадают среди шершней, V. mandarinia доминирует в этом порядке, отдавая предпочтение лучшим источникам сока. Среди королев V. mandarinia существует иерархия доминирования. Королева, занимающая первое место, начинает кормиться, а остальные королевы образуют вокруг неё круг. Как только королева заканчивает, кормится вторая по рангу королева. Этот процесс повторяется до тех пор, пока не поест последняя королева в иерархии.

### Одиночный, кооперативный и полиэтический периоды
Оплодотворённые королевы начинают искать места для гнездования в конце апреля. Неосеменённые королевы не ищут гнезда, поскольку их яичники не развиваются полностью. Они продолжают питаться, но затем исчезают в начале июля. Осеменённая королева начинает создавать относительно небольшие ячейки, в которых она выращивает около 40 маленьких рабочих. Рабочие начинают работать вне улья только в июле. Королевы участвуют в деятельности вне улья до середины июля, когда они остаются внутри гнезда и позволяют рабочим заниматься внегнездовой деятельностью. В начале августа появляется полностью развитое гнездо, содержащее три сота с 500 ячейками и 100 рабочими. После середины сентября яйца больше не откладываются, и внимание колонии переключается на уход за личинками. Королевы умирают в конце октября.

### Финальный период
Самцы и новые королевы вступают в свои брачные обязанности в середине сентября и середине октября соответственно. В это время цвет их тела становится интенсивным, а вес королев увеличивается примерно на 20 %. Как только самцы и королевы покидают гнездо, они не возвращаются. У V. mandarinia самцы ждут у входа в гнездо до появления молодых королев, после чего самцы перехватывают их в воздухе, опускают на землю и копулируют от 8 до 45 секунд. После этого самцы возвращаются ко входу, чтобы получить второй шанс, а спарившиеся королевы уходят в спячку. Многие королевы (до 65 %) пытаются отбиться от самцов и уходят неоплодотворёнными, по крайней мере, временно. После этого эпизода предспящие королевы находятся во влажных, подземных местах обитания. Когда появляются молодые половозрелые особи, рабочие переключают своё внимание с белковой и животной пищи на углеводы. Последние из появившихся половозрелых особей могут погибнуть от голода.

## Маркировка запахом
V. mandarinia — единственный вид социальных ос, который использует запах для направления своей колонии к источнику пищи. Шершень выделяет химическое вещество из железы шестого стернита брюшка, также известной как железа Ван дер Вехта (названа по имени открывшего её крупного голландского специалиста по осам профессора Якоба ван дер Вехта). Такое поведение наблюдается во время осенних налётов после того, как шершни начинают охотиться группами, а не поодиночке. Способность применять запахи могла возникнуть потому, что азиатский гигантский шершень в значительной степени зависит от колоний медоносных пчёл как основного источника пищи. Один шершень не в состоянии расправиться с целой колонией медоносных пчёл, потому что такие виды, как китайская восковая пчела (Apis cerana), имеют хорошо организованный защитный механизм; медоносные пчёлы набрасываются на одну осу и трепещут крыльями, нагревая шершня и повышая уровень углекислого газа до смертельного уровня. Поэтому организованные атаки гораздо эффективнее и легко опустошают колонию из десятков тысяч медоносных пчёл.

## Межвидовое доминирование
В эксперименте, в котором наблюдались четыре различных вида Vespa (V. ducalis, V. crabro, V. analis и V. mandarinia), доминирующим видом оказался V. mandarinia. Для определения этого было задано несколько параметров. Первый установленный параметр наблюдал опосредованные взаимодействием уходы, которые определяются как сценарии, в которых один вид покидает свою позицию из-за прибытия более доминирующей особи. Пропорция опосредованных взаимодействием уходов была самой низкой для V. mandarinia. Другим измеряемым параметром была попытка проникновения в участок. В течение наблюдаемого времени конспецифические взаимодействия (взаимодействия с одним и тем же видом) приводили к отказу от входа гораздо чаще, чем гетероспецифические (взаимодействия с разными видами). Наконец, при питании на вытекающих древесных соках наблюдались драки между этими шершнями, бабочками Pseudotorynorrhina japonica, Neope goschkevitschii (Neope goschkevitschii) и Lethe sicelis, и здесь снова V. mandarinia был самым доминирующим видом. В 57 отдельных схватках наблюдался один проигрыш Neope goschkevitschii, что дало V. mandarinia процент побед 98,3 %. Судя по опосредованному взаимодействием уходу, попыткам проникновения на участок и межвидовым схваткам, V. mandarinia является самым доминирующим видом Vespa.

## Распространение
Обитает в Корее, Китае, Японии, Непале, Индии, горных районах Шри-Ланки. В России большое количество этих шершней обитает в Приморском крае, на юге Хабаровского края (самая северная находка — река Анюй) и в Еврейской АО.
На Тайване его называют «пчелой-тигром». В Японии существует подвид этого шершня, эндемик Японских островов японский огромный шершень, которого называют «воробьём-пчелой» из-за огромного размаха крыльев.
Инвазивные популяции обнаружены в Северной Америке. В сентябре 2019 года вид был обнаружен в Канаде на острове Ванкувер (Британская Колумбия, город Нанаймо).
В декабре 2019 года Vespa mandarinia были обнаружены в США, в штате Вашингтон (недалеко от канадского места обнаружения). Пчеловоды США опасаются, что шершни могут стать серьёзной проблемой для пчеловодства: в течение нескольких часов они могут истребить целую пчелиную семью.
В мае 2020 года Vespa mandarinia снова были обнаружены в США, в штате Вашингтон.
С 2020 года Департамент сельского хозяйства штата Вашингтон и Служба инспекции здоровья животных и растений Министерства сельского хозяйства США начали совместно проводить обследование штата Вашингтон на наличие V. mandarinia, используя ловушки, установленные персоналом агентства, сотрудниками местных органов власти и неправительственных организаций, а также широкой общественностью. В результате исследования было обнаружено гнездо V. mandarinia в октябре 2020 года и три гнезда в августе и сентябре 2021 года. Все гнезда были расположены на деревьях красной ольхи (Alnus rubra), причём одно из них находилось прямо над землёй в стоящем мёртвом дереве, а три других — в дуплах на высоте от 2 до 5 метров над землёй в живых деревьях. Количество слоёв сот в каждом гнезде варьировалось от четырёх до десяти, ячеек — от 418 до 1 329, а общее количество шершней на гнездо — от 449 до 1 474 (включая неполовозрелые и зрелые стадии). В совокупности эти четыре гнезда указывают на зарождающуюся популяцию V. mandarinia в регионе Каскадия, и во избежание распространения этого экзотического вида в регионе необходимы постоянные действия местных, государственных, провинциальных и федеральных властей, а также жителей обеих стран (Канады и США).

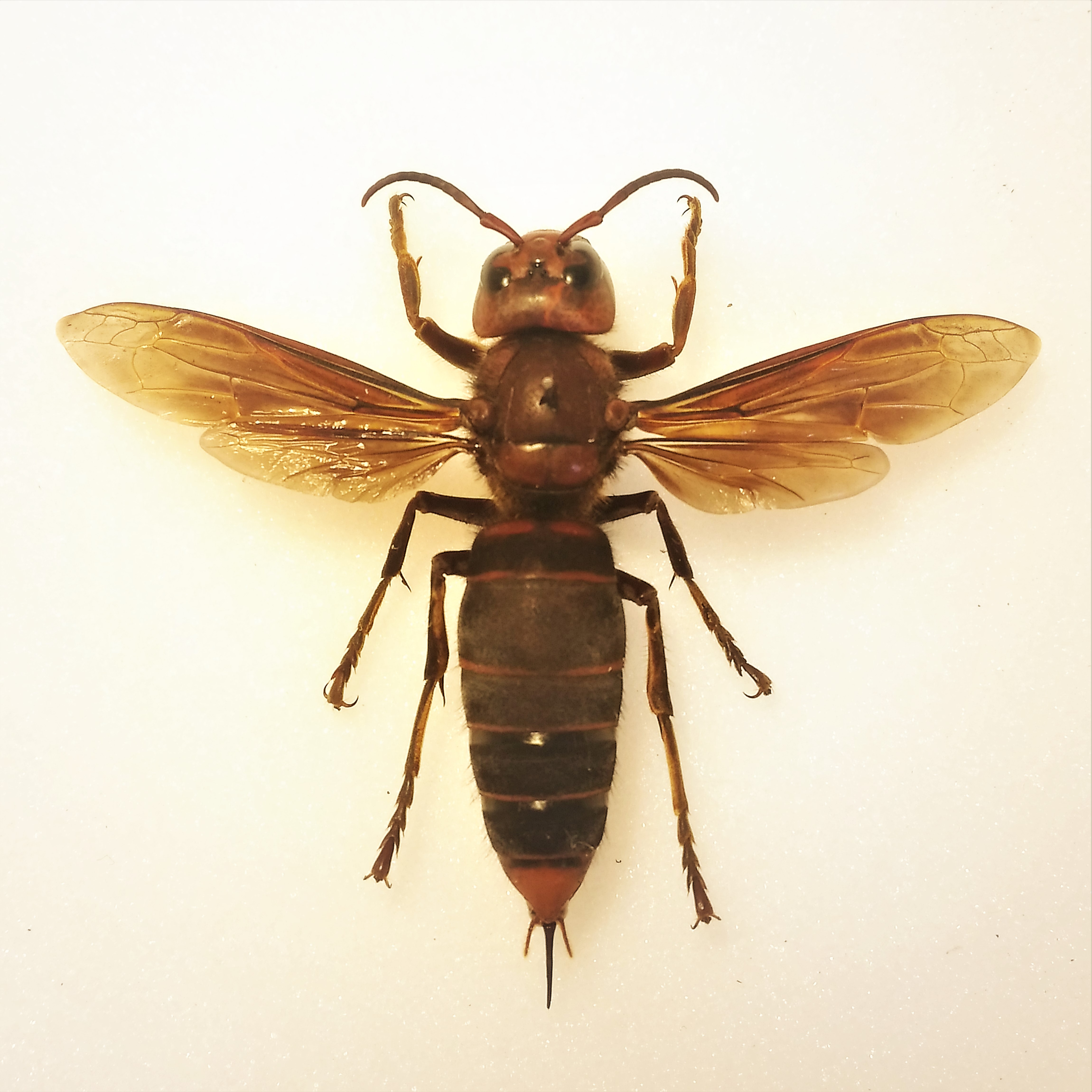
Самка, Vespa mandarinia magnifica
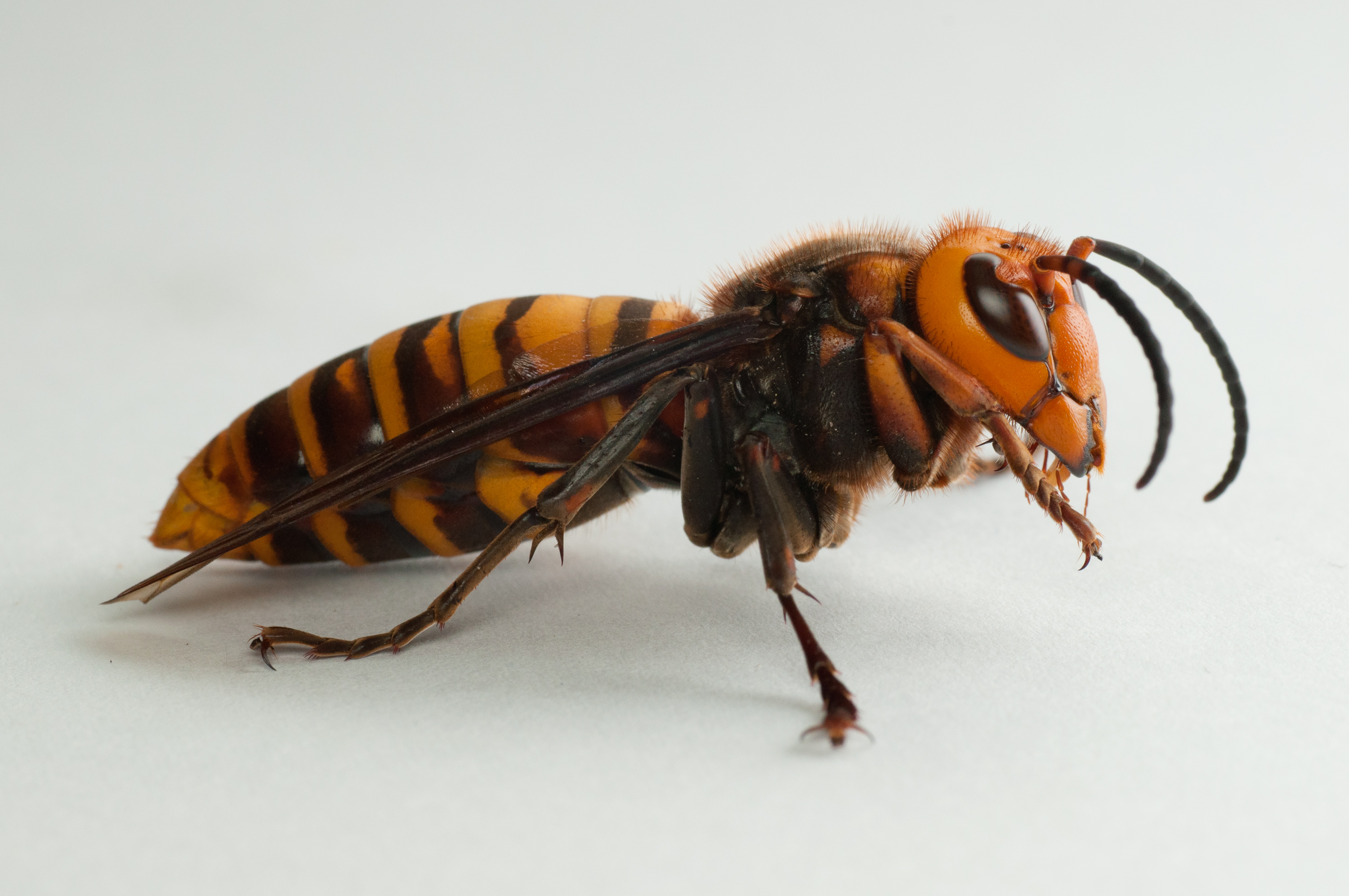
Самец, Vespa mandarinia japonica
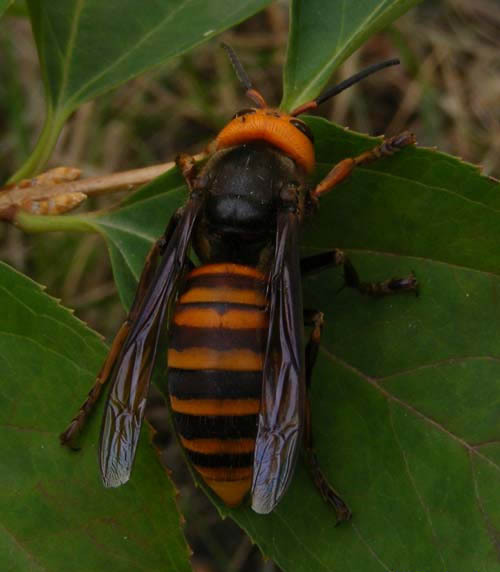
Vespa mandarinia, Хабаровский край

## Последствия ужаления

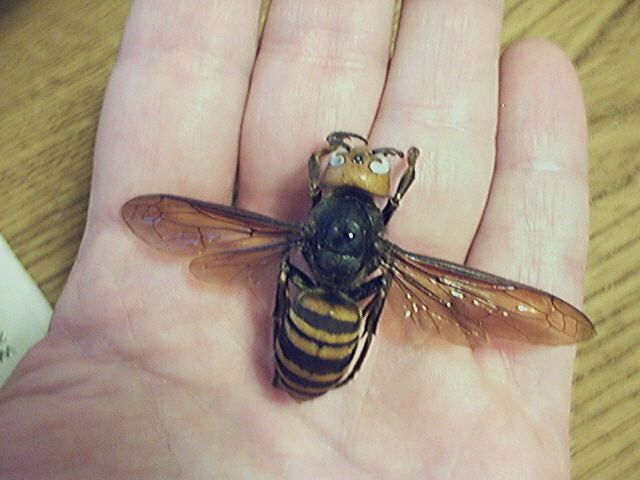
Мёртвая Vespa mandarinia на руке у человека.

Vespa mandarinia имеют жало длиной почти 6 мм и вырабатывают высокотоксичный яд, поэтому ужаление этого шершня очень опасно — значительно опаснее, чем у других видов шершней. Яда вырабатывается весьма много. Японский энтомолог Масато Оно, который подвергся ужалению этого насекомого, описал его так: «словно мне в ногу вогнали раскалённый гвоздь».
Ужаление шершня смертельно опасно для тех, кто страдает аллергией на пчелиный и осиный яд — яд этого шершня имеет сложный химический состав и содержит те же вещества, которые имеются и в осином яде. При ужалении большим количеством шершней умереть может и человек, не страдающий аллергией, так как в яде содержится чрезвычайно токсичное вещество (один из нейротоксинов — мандоротоксин). В Японии от ужалений гигантских шершней ежегодно погибает до сорока человек.
В яде этого шершня содержится множество других токсичных веществ, которые разрушают ткани (цитотоксический мастопаран), вызывают боль, а также привлекают других шершней. Привлекает других шершней ацетилхолин, которого в яде содержится не менее 5 %.
Для охоты эти шершни используют не жало, а крупные челюсти, которыми дробят жертв. Жалом этот шершень может пользоваться многократно, как обычная оса.

## Значение
Распространение шершней в новые регионы планеты вызывает беспокойство не только у пчеловодов, но и у местных властей.
В апреле 2020 года власти штата Вашингтон обратились к населению с просьбой быть бдительными и сообщать о любых случаях обнаружения этих шершней, которые, как ожидается, станут активными в апреле, если окажутся в этом районе. Если они утвердятся, шершни «могут уничтожить популяции пчёл в Соединённых Штатах и установить настолько глубокое присутствие, что все надежды на их искоренение могут быть потеряны». В настоящее время WSDA ведет «полномасштабную охоту» на этот вид. Две модели оценки потенциала распространения шершней от их нынешнего местонахождения на границе США и Канады предполагают, что они могут распространиться на север в прибрежную Британскую Колумбию и юго-восточную Аляску, а также на юг до южного Орегона. Служба сельскохозяйственных исследований Министерства сельского хозяйства США занимается разработкой приманок/аттрактантов и молекулярно-генетическими исследованиями, как в рамках своей обычной исследовательской миссии, так и для достижения ближайшей цели искоренения в Вашингтоне.
В 2020 году Конгресс США рассмотрел конкретное законодательство по искоренению V. mandarinia, включая предложение министра внутренних дел, директора департамента рыбных ресурсов и дикой природы и других соответствующих ведомств, которое было внесено в качестве поправки к омнибусу ассигнований. Сельское хозяйство Британской Колумбии готовится к «долгой борьбе», длящейся, если потребуется, годами. Одним из преимуществ борьбы людей будет отсутствие разнообразия в такой инвазивной популяции — шершни будут менее подготовлены к новым условиям и вызовам.

## Методы борьбы

### Физические
Шершней раздавливают деревянными палками с плоскими головками. Шершни не контратакуют, когда они находятся в фазе охоты на пчёл или в фазе нападения на улей («бойня»), но они агрессивно охраняют улей, когда убивают защитников и занимают его. Самая большая трата при этом методе — время, так как процесс неэффективен.

### Удаление гнёзд
Применение ядов или костров в ночное время — эффективный способ уничтожения колонии. Самое сложное в этой тактике — найти подземные гнёзда. Самый распространённый метод обнаружения гнёзд — дать осе кусочек мяса лягушки или рыбы, прикреплённый к ватному шарику, и проследить за ней до её гнезда. С V. mandarinia это особенно сложно, учитывая, что радиус её обычного перелёта составляет 1—2 километра. Однако отдельные рабочие особи V. mandarinia могут удаляться от своего гнезда на расстояние до 8 километров.
Для более редких случаев, когда гнёзда расположены на дереве, используется обертывание дерева в пластиковый пакет и удаление шершней пылесосом.

### Ловушки с приманкой
На пасеках устанавливают ловушки с приманкой. Ловушка состоит из нескольких отсеков, которые направляют шершня в одностороннее отверстие, через которое трудно вернуться, как только он окажется в отсеке «тупик» — области, расположенной в верхней части ящика, из которой более мелкие медоносные пчёлы могут выбраться через сетчатое отверстие, но осы не могут из-за своих больших размеров. Приманки, используемые для привлечения шершней, включают разбавленный раствор пшённого желе или раствор неочищенного сахара со смесью интоксикантов, уксуса или фруктовой эссенции.
Департамент сельского хозяйства штат Вашингтон (WSDA, Олимпия, штат Вашингтон) использует ловушки из пластиковых бутылок, приманкой для которых служит фруктовый сок с добавлением спирта. Спирт используется потому, что он отпугивает пчёл, но не V. mandarinia, тем самым уменьшая неумышленный прилов пчёл.

### Массовое отравление
Шершней на пасеке отлавливают и кормят сахарным раствором или пчёлами, отравленными инсектицидом малатионом. Предполагается, что токсин будет распространяться посредством трофаллаксиса среди всех членов колонии шершней. Однако этот метод не был широко испытан.

### Ловушка у входа в улей
Ловушка прикрепляется к передней части ульев. Эффективность ловушки определяется её способностью захватывать шершней, позволяя при этом медоносным пчёлам легко выбраться наружу. Шершень попадает в ловушку и ловит пчелу. Когда он пытается вылететь обратно через вход в улей, он ударяется о переднюю часть ловушки. Шершень летит вверх, чтобы спастись, и попадает в камеру захвата, где шершней оставляют умирать. Некоторые шершни находят способ выбраться из ловушки через переднюю часть, поэтому такие ловушки могут быть очень неэффективными.

### Защитные экраны
Различные меры сопротивления включают в себя сорняки, проволоку, рыболовные сети или ограничение размера прохода, чтобы через него могли пройти только медоносные пчелы. Опытные шершни наловчились и в конце концов остаются на этих ловушках, ожидая прибытия пчёл. Лучшим методом борьбы с шершнями является сочетание защитных экранов с ловушками.

## Паразиты
Веерокрылые насекомые Xenos moutoni (Xenidae, длина самок 1—2 мм) являются распространённым паразитом среди видов шершней. При исследовании паразитов различных видов Vespa было обнаружено, что 4,3 % самок V. mandarinia были заражены ими. Самцы не подвергались стилопизации (паразитирование стилопидных веерокрылых, таких как X. moutoni) вообще. Основным последствием паразитирования является неспособность к размножению, и стилопизированные королевы следуют той же судьбе, что и неосеменённые королевы. Они не ищут место для создания новой колонии и питаются соком до начала июля, после чего исчезают. У других видов Vespa самцы также имеют шанс быть стилопизированными. Последствия для обоих полов схожи, поскольку ни один из них не способен к размножению.

## Таксономия и филогения

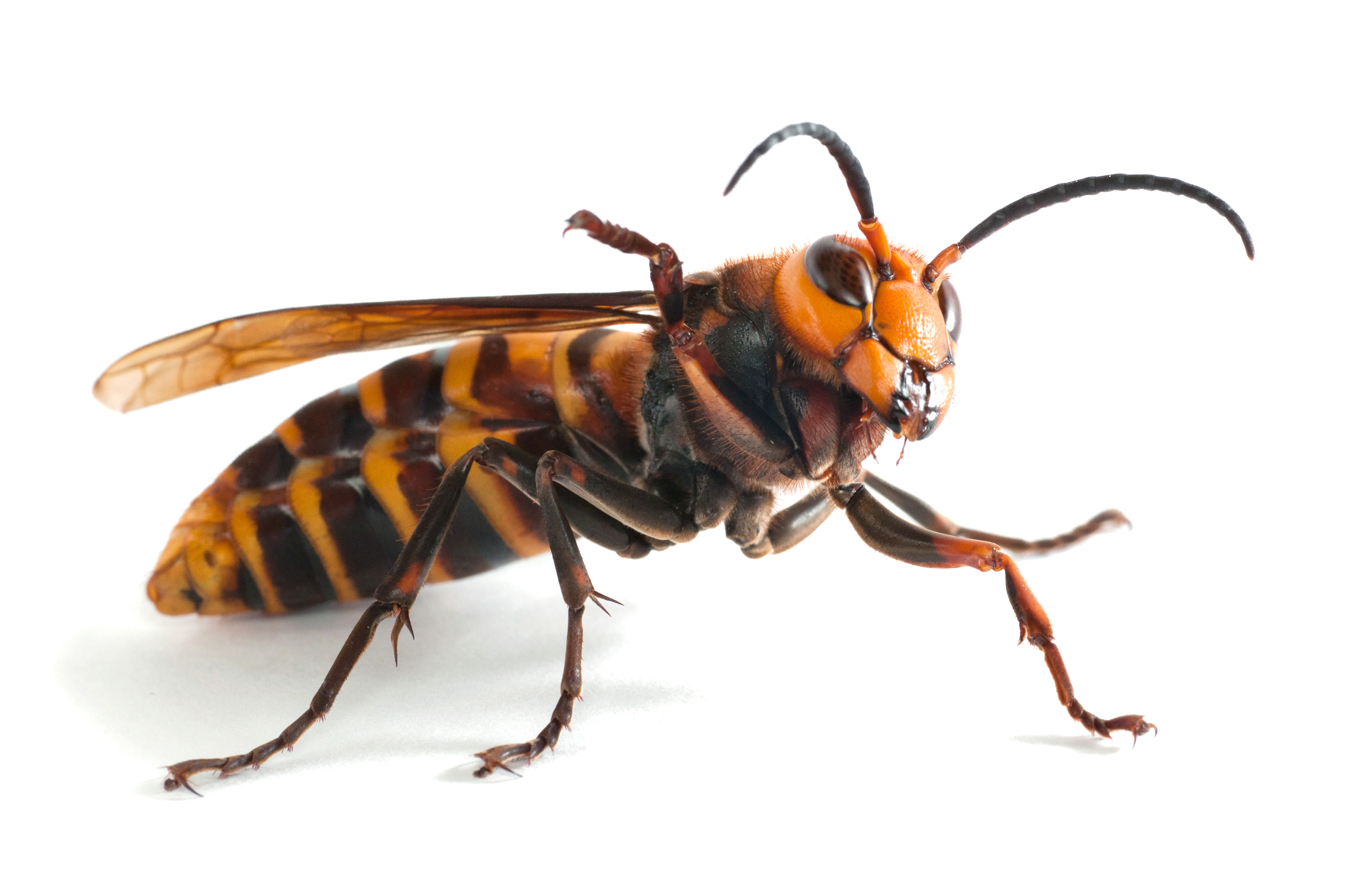
Японский подвид (Vespa mandarinia japonica)

Вид V. mandarinia был впервые описан в 1852 году английским энтомологом Фредериком Смитом, 1852. Вместе с другими видами шершней он входит в состав рода Vespa. Наряду с семью другими видами, V. mandarinia входит в группу видов V. tropica, определяемую по единственной выемке, расположенной на апикальном крае седьмого стернита брюшка самца. Наиболее близким видом в этой видовой группе является V. soror. Треугольная форма апикального края наличника самки является диагностической, вершина у обоих видов увеличена, а форма вершины эдеагуса отличается и сходна. В прошлом предпринимались попытки разделения рода на подроды, но от них отказались из-за анатомического сходства между видами и потому, что поведенческое сходство не связано с филогенией. Вид существует с миоцена, о чём свидетельствуют окаменелости, найденные в формации Шанван в Китае.
По состоянию на 2012 год было признано три подвида: V. m. mandarinia, V. m. magnifica и V. m. nobilis. Бывший подвид, упоминавшийся как V. m. japonica, не считался действительным с 1997 года. Последняя ревизия в 2020 году полностью устранила все подвидовые ранги, а «japonica», «magnifica» и «nobilis» превратились в неформальные нетаксономические названия для различных цветовых форм.

### Комментарии
1. ↑  p.48 (Archer, 1995), «V. soror du Buysson 1905 was described as a variety of V. ducalis Smith, 1852, despite the structural characteristics of the vertex and apical margin of the clypeus being similar to V. magnifica. Van der Vecht (1957) recognised the confusion and proposed the new combination V. mandarinia soror. Archer (1991a) showed that V. mandarinia soror was sympatric for part of its geographical distribution with V. m. mandarinia but still retained its distinctive colour characteristics so should be given specific status, V. soror.»[45].
2. ↑  p.48–49 (Archer, 1995), «V. mandarinia and V. soror cannot be satisfactory separated by structural characteristics but are readily separated by colour characteristics:
1. Third to the sixth gastral terga in the female and to the seventh gastral terga in the male black, at most with a narrow apical orange band on the third gastral tergum .................................................................... soror du Buysson. 1905
 — Third to the fifth gastral terga in the female and to the sixth gastral terga in the male with either a narrow or broad apical orange band, tergum six in the female and tergum seven in the male largely orange ................................... mandarinia Smith. 1852»[45].